# Rättspsykiatrisk vård
Rättspsykiatrisk vård, i folkmun kallat rättspsyk, är i Sverige en av den psykiatriska tvångsvårdens två former, och verkställs efter domstols dom i brottmål. Den lag som reglerar verksamheten är lag om rättspsykiatrisk vård (LRV, 1991).
Genom en ändring i LRV gällande från 1 september 2008 infördes öppen rättspsykiatrisk vård, innebärande att personer dömda till rättspsykiatrisk vård efter en period av sluten vård av domstol kan få sin dom kommuterad och därefter inte vara inskrivna vid viss vårdavdelning, men ändå vara skyldiga att hålla regelbunden kontakt med rättspsykiatrin och följa vissa av domstol uppställda villkor avseende boende, sysselsättning, avhållsamhet från droger m.m. Vid misskötsamhet eller försämrad psykisk status kan villkoren bli hårdare och i värsta fall kan domstol besluta att omvandla vården till sluten vård.

## Allmänt
En person som har begått ett brott under påverkan av en allvarlig psykisk störning kan i Sverige dömas till rättspsykiatrisk vård istället för fängelse. Ungefär 300 personer per år överlämnas till rättspsykiatrisk vård. Rättspsykiatrisk vård regleras dels av samma lagar som gäller för all vård (hälso- och sjukvårdslagen), dels av lagar som är en del av straffrätten (brottsbalken och lagen om rättspsykiatrisk vård).

## Sjukdomar
Sjukdomarna som behandlas i rättpsykiatri varierar. Allvarlig psykisk störning är ett juridiskt begrepp och inte ett medicinskt Det innebär att patienterna i rättspsykiatrin skiljer sig från varandra. Den största diagnosgruppen utgörs av psykossjukdomar men andra vanliga diagnoser är autismspektrumtillstånd och personlighetssyndrom. Patienterna har ofta ett stort vårdbehov.

## Behandling
Vården inom rättspsykiatrin liknar annan psykiatrisk vård och använder ofta samma behandlingar, men det finns vissa betydande skillnader i psykiatriska diagnoser och läkemedelsbehandling.
SBU har gjort en kartläggning av systematiska översikter som utvärderar behandling och diagnostik inom rättspsykiatrisk vård. De vårdinsatser som ges inom rättspsykiatrin är inte helt outforskade eftersom den rättspsykiatriska vården i stora drag har samma innehåll som övrig psykiatrisk vård. Dessutom kan personer som får vård inom rättspsykiatri och personer som får vård inom psykiatrin ha liknande sjukdomsbilder. SBU:s kartläggning visar att det behövs forskning för att veta hur vårdinsatserna påverkar patienterna och hur effektiva de är när de sker i en rättspsykiatrisk miljö . 

### Läkemedel
Antipsykotiska läkemedel ges till merparten av patienterna i rättspsykiatrin, även till de som inte har en psykosdiagnos. I rättspsykiatrisk vård får fler patienter mer än ett antipsykotiskt läkemedel, och traditionella antipsykotiska läkemedel är vanligare än i allmänpsykiatrin. Det behövs idag (2018) fler studier för att klargöra vad detta beror på.

### Psykologisk behandling
Effekterna av psykologiska behandlingar och psykosociala insatser som används i rättspsykiatrisk vård behöver studeras noggrannare för att deras effekt skall kunna utvärderas. Behandlingarnas användbarhet och effekter kan påverkas av att rättspsykiatrisk vård inte är frivillig och av att det är vanligare i rättspsykiatri än i allmänpsykiatri att patienter har flera psykiatriska diagnoser samtidigt.
Psykologiska behandlingar och psykosociala insatser står för en mycket liten kostnad i förhållande till den totala kostnaden. Behandlingar och insatser som leder till kortare vårdtid vore högst sannolikt kostnadseffektiva.
Behandlingar skiljer sig påtagligt mellan olika kliniker i Sverige.

### Omvårdnad
Det behövs mer forskning som kan stötta utvecklingen av omvårdnadsarbetet inom rättspsykiatrin. Svenska intervjustudier indikerar att patienter i dag upplever utsatthet i vården.